# Helmholtzkiez

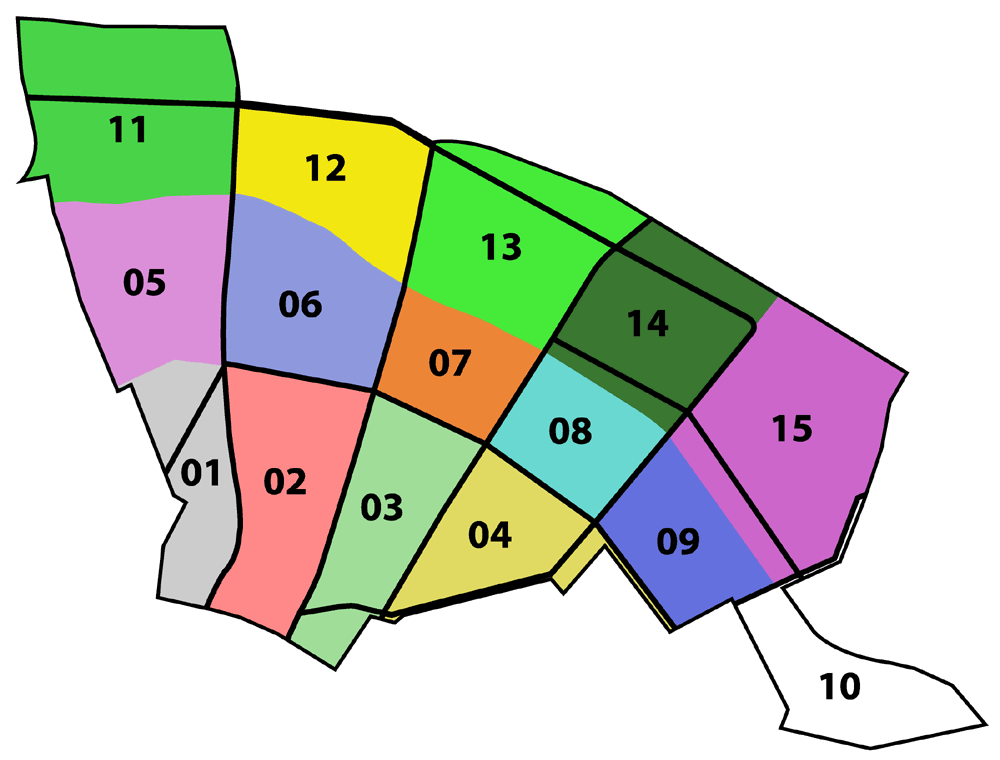
Die Bereiche des Ortsteils Prenzlauer Berg: Der Helmholtzkiez ist mit der Nummer 06 dargestellt

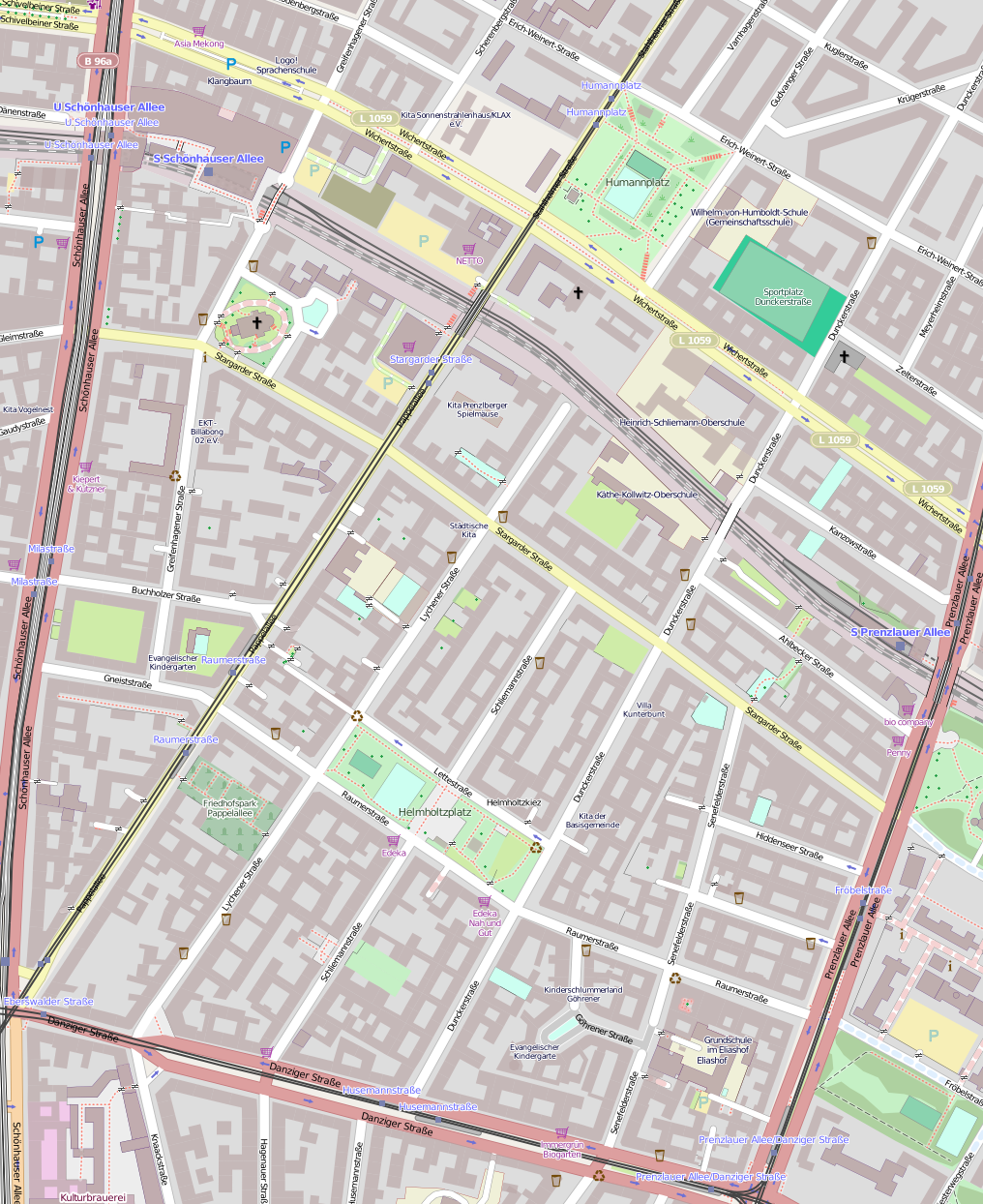
Helmholtzkiez als detaillierte Karte

Der Helmholtzkiez ist ein Wohnquartier im Berliner Ortsteil Prenzlauer Berg (Bezirk Pankow). Als Planungsraum 32 und Bezirksregion 13 des Bezirks Pankow wird er durch die öffentliche Verwaltung unter dem Namen Helmholtzplatz definiert und von den Anwohnern als Kiez bezeichnet. Das Quartier ist 84 Hektar groß und zählte 22.933 Einwohner im Jahr 2022; damit hatte der Kiez eine Bevölkerungsdichte von 24.751 Einwohnern pro Quadratkilometer.

## Lage
Als Helmholtzkiez wird das Gebiet zwischen der S-Bahn-Trasse der Ringbahn im Norden, der Prenzlauer Allee im Osten, der Danziger Straße im Süden und der Schönhauser Allee im Westen bezeichnet. Im Zentrum des Kiezes befindet sich der Helmholtzplatz, nach dem das Viertel benannt ist.
Umgangssprachlich wird der Teil des Wohngebiets zwischen Danziger Straße, Stargarder Straße, Pappelallee und Senefelderstraße auch LSD-Viertel genannt, nach den Anfangsbuchstaben der drei ungefähr in Nord-Süd-Richtung über den Helmholtzplatz verlaufenden Straßen Lychener-, Schliemann- und Dunckerstraße.

## Sehenswürdigkeiten
- Gethsemanekirche
- Friedhofspark Pappelallee mit der Trauerhalle von Otto Trewendt und dem ehemaligen Alten- und Ledigenheim der Freireligiösen Gemeinde
- Gebäudeensemble des St. Josef Stifts mit Kirche und Wohnheim an der Pappelallee
- Denkmalgeschütztes Elektrizitätswerk am Helmholtzplatz
- Das Kunst- und Theaterprojekt Ballhaus Ost
- Das Göhrener Ei, denkmalgeschütztes Bauensemble an der Göhrener Straße
- Eliaskirche

## Bekannte Straßen und Plätze
- Helmholtzplatz
- Gneiststraße